# 博伊爾刺尻魚
博伊爾刺尻魚，為輻鰭魚綱鱸形目鱸亞目蓋刺魚科的一個種。在观赏鱼饲养领域，也被称作“薄荷仙”。

## 分布
本魚分布於中西太平洋區的庫克群島海域。

## 深度
水深53-120公尺。

## 特徵
本魚體橢圓形，體呈橘紅色，體側有5條白色垂直條紋，尾鰭白色、腹鰭黃色。背鰭硬棘13枚；臀鰭硬棘3枚。體長可達7公分。

## 生態
本魚棲息在陡峭臨海礁石的岩架，洞穴與碎石區域。

## 經濟利用
可做為觀賞魚。價格極高，約30000美金。